# Jacques Demogeot
Jacques Demogeot (* 5. Juli 1808 in Paris; † 10. Januar 1894) war ein französischer Literat und homme de lettres.
Demogeot arbeitete anfangs als Professor an den Gymnasien in Beauvais, Rennes, Bordeaux und Lyon. 1843 nahm er einen Ruf als Prof. der Rhetorik an das Lycée Saint-Louis in Paris an. Später berief man ihn an den Lehrstuhl für Rhetorik an der Faculté des lettres an der Sorbonne.

## Werke (Auswahl)
Sachbücher
- Etude sur Pline le jeune (1845–50)
- Les lettres et les hommes de lettre au XIX. siècle (1856), gekrönte Preisschrift
- Histoire de la littérature française (1857, 21. Aufl. 1884)
- Tableau de la littérature française au XVII. siècle (1859)
- Histoire des littératures étrangères (1880, 2 Bde.)
- Notes sur diverses questions de métaphysique et de littérature (1877)
- Zwei Berichte an den Minister des öffentlichen Unterrichts über die Erziehung in den Unterrichtsanstalten Englands und Schottlands (1868 und 1870).

Belletristik
- Roméo et Juliette. Drama (1852)
- Paris nouveau (episch-lyrische Schilderungen, 1857)
- Contes et nouvelles en vers (1860)

Dieser Artikel basiert auf einem gemeinfreien Text aus Meyers Konversations-Lexikon, 4. Auflage von 1888 bis 1890.
| Personendaten    | Personendaten         |
| ---------------- | --------------------- |
| NAME             | Demogeot, Jacques     |
| KURZBESCHREIBUNG | französischer Literat |
| GEBURTSDATUM     | 5. Juli 1808          |
| GEBURTSORT       | Paris                 |
| STERBEDATUM      | 10. Januar 1894       |